# Vita (Italia)
Vita es una localidad italiana de la provincia de Trapani, región de Sicilia, con 2.210 habitantes.

Ubicación de la ciudad de Vita dentro de la provincia de Trapani.

## Evolución demográfica
| Gráfica de evolución demográfica de Vita entre 1861 y 2001 |
|                                                            |
| Fuente ISTAT - Elaboración gráfica por parte de Wikipedia  |